# Bah Sampuran
Bah Sampuran is een bestuurslaag in het regentschap Simalungun van de provincie Noord-Sumatra, Indonesië. Bah Sampuran telt 1162 inwoners (volkstelling 2010).